# Юхаева, Лиана Сергеевна
Лиана Сергеевна Юхаева (17 февраля 1996, Ростов-на-Дону) — российская футболистка и игрок в мини-футбол, полузащитница московского «Локомотива». Выступала за сборную России.

## Биография
Воспитанница саратовского футбола, занималась в ДЮСШ-14, первый тренер — Сергей Пантелеевич Чеботарёв. Вызывалась в состав юниорской сборной России (до 17 лет). В начале 2010-х годов выступала на взрослом уровне за клуб «Виват-Волжанка» в первом дивизионе России. По состоянию на 2015 год играла в первой лиге за клуб «Академия футбола» (Тамбов).
Позднее перешла в мини-футбол, выступала за команды Саратова и пензенскую «Лагуну-УОР». В составе пензенского клуба — серебряный призёр чемпионата России 2016/17. В 2017 году перешла в один из сильнейших клубов России — петербургскую «Аврору». Трёхкратная чемпионка России (2017/18, 2018/19, 2019/20). В сезоне 2017/18 стала лучшим бомбардиром чемпионата страны (16 голов). Двукратная обладательница Кубка России (2018, 2019), в 2018 году сделала хет-трик в финальном матче против тюменского «Запсибколледжа» (6:0). Летом 2020 года перешла в подмосковный «Спартак-Котельники», но в конце сезона 2020/21 снова играла за «Аврору». Серебряный призёр чемпионата и финалистка Кубка России 2020/21. Вызывалась в сборную России в 2022 году, где сыграла два товарищеских матча против сборной Сербии.
В мае 2021 года присоединилась к команде по большому футболу «Ростов», проводящей дебютный сезон в высшем дивизионе России. Дебютный матч в чемпионате сыграла 17 июля 2021 года против клуба «Звезда-2005» (1:1) и в этом же матче забила свой первый гол. Всего за сезон сыграла 9 матчей и забила 4 гола. После сезона 2023 года покинула «Ростов» и перешла в «Локомотив». На конец сезона 2024 по-прежнему является лучшим бомбардиром «Ростова» в истории, забив 17 мячей в Чемпионате за три сезона.
В ноябре 2022 года провела два товарищеских матча за сборную России против сборной Сербии.